# Скіппак (Пенсільванія)
Скіппак (англ. Skippack) — переписна місцевість (CDP) в США, в окрузі Монтгомері штату Пенсільванія. Населення — 4129 осіб (2020).

## Географія
Скіппак розташований за координатами 40°13′16″ пн. ш. 75°24′4″ зх. д. / 40.22111° пн. ш. 75.40111° зх. д. (40.221241, -75.401054).  За даними Бюро перепису населення США в 2010 році переписна місцевість мала площу 6,55 км², з яких 6,54 км² — суходіл та 0,02 км² — водойми.

## Демографія
Згідно з переписом 2010 року, у переписній місцевості мешкало 3758 осіб у 1438 домогосподарствах у складі 1064 родин. Густота населення становила 574 особи/км².  Було 1521 помешкання (232/км²).
Расовий склад населення:
| - 90,8 % — білих - 5,1 % — азіатів - 2,0 % — чорних або афроамериканців |

До двох чи більше рас належало 1,2 %. Частка іспаномовних становила 2,2 % від усіх жителів.
За віковим діапазоном населення розподілялося таким чином: 26,4 % — особи молодші 18 років, 61,9 % — особи у віці 18—64 років, 11,7 % — особи у віці 65 років та старші. Медіана віку мешканця становила 39,7 року. На 100 осіб жіночої статі у переписній місцевості припадало 90,7 чоловіків;  на 100 жінок у віці від 18 років та старших — 89,7 чоловіків також старших 18 років.
Середній дохід на одне домашнє господарство  становив 140 556 доларів США (медіана — 112 759), а середній дохід на одну сім'ю — 181 457 доларів (медіана — 147 614). За межею бідності перебувало 0,8 % осіб, у тому числі 0,0 % дітей у віці до 18 років та 5,7 % осіб у віці 65 років та старших.
Цивільне працевлаштоване населення становило 1992 особи. Основні галузі зайнятості: освіта, охорона здоров'я та соціальна допомога — 26,1 %, науковці, спеціалісти, менеджери — 16,7 %, виробництво — 15,9 %.